# Leptobrachium chapaense
Leptobrachium chapaense es una especie  de anfibios de la familia Megophryidae.

## Distribución geográfica
Se encuentra en la  China, Laos, Tailandia, Vietnam y, posiblemente en Birmania.

## Estado de conservación
Se encuentra amenazada de extinción por la pérdida de su hábitat natural.